# Erik Pfannmöller
Erik Pfannmöller (* 7. Februar 1985 in Halle (Saale)) ist ein deutscher Slalom-Kanute.

## Sportliche Erfolge
Bei den Kanuslalom-Weltmeisterschaften 2007 holte er, zusammen mit seinen Teamkollegen Fabian Dörfler und Alexander Grimm, den Weltmeistertitel.
Weitere Erfolge hatte er im Jahr 2006, als er den Gesamtweltcup gewann, und im Jahre 2008, als er den Sieg wiederholen konnte.

## Weitere Tätigkeiten
Im Jahr 2010 absolvierte er an der Handelshochschule Leipzig sein Diplom in Betriebswirtschaft.
Im Januar 2010 gründete er das Unternehmen „Teambon“, das schon zwei Monate später von DailyDeal übernommen wurde.
Im April 2010 gründete er zusammen mit Albert Schwarzmeier das Berliner Startup „mysportbrands“.
Seit 2015 ist er Gründer und CEO von Solvemate, einer B2B-SaaS-Firma, die Maschinelles Lernen nutzt, um Kundenservice mit Hilfe von Chatbots zu automatisieren.